# Brote de legionelosis en Argentina de 2022
El brote de legionelosis de 2022 en Argentina es un brote epidémico ocurrido en Tucumán una ciudad que se encuentra al noroeste de Argentina. Se identificó por primera vez el sábado 20 de agosto de 2022 cuando 7 de personas llegaron al hospital de Tucumán con fiebre, malestar general, dificultad para respirar y dolor de cabeza. Hasta la fecha se han descartado virus como COVID-19, H1N1 y hantavirus.

## Cronología
Los primeros seis casos fueron cinco trabajadores de la salud y un paciente que estaba siendo tratado en la unidad de cuidados intensivos del hospital. Comenzaron a mostrar síntomas del 18 al 22 de agosto.
El 1 de septiembre se notificaron tres casos más, con lo que el número total de casos ascendió a nueve, con tres muertes.
El 2 de septiembre se notificó un caso más, con lo que el número total de casos ascendió a diez.